# ناتاشا هاميلتن
ناتاشا ماريا هاميلتن (بالإنجليزية: Natasha Hamilton)‏ هي مغنية وكاتبة أغاني وراقصة بريطانية، من مواليد 17 حزيران/يونيو 1982 في مدينة ليفربول. كانت عضوة في فرقة أتوميك كيتن من عام 1999 إلى عام 2008.

## وصلات خارجية
- الموقع الرسمي
- Natasha Hamilton على موقع ماي سبيس
- ناتاشا هاميلتن على موقع IMDb (الإنجليزية)
- ناتاشا هاميلتن على موقع ميوزك برينز (الإنجليزية)
- ناتاشا هاميلتن على موقع أول ميوزيك (الإنجليزية)
- ناتاشا هاميلتن على موقع ديسكوغز (الإنجليزية)
- ناتاشا هاميلتن على موقع قاعدة بيانات الفيلم (الإنجليزية)
- ناتاشا هاميلتن على موقع كينوبويسك (الروسية)